# Провальская степь (Ростовская область)
Провальская степь  — комплексный памятник природы регионального значения. Расположен в Каменском районе западнее хутора Аникин Ростовской области до Луганской области и далее. Статус природного памятника Урочище Провальская степь получило согласно Постановлению правительства Ростовской области от 15.05.2014 № 349.

## Описание
Провальская степь представляет собой нераспаханные каменистые степи, распространенные на возвышенности на юге Восточно-Европейской равнины, Донецком кряже, с высокогорной растительностью. Памятник природы «Провальская степь» имеет площадь 1431,96 га, находится в Каменском районе вдоль границы с Провальским отделением Луганского заповедника. В Провальской степи имеются участки водораздела, крутые горные склоны и участки долины реки Верхнее Провалье.
Ландшафт Провальской степи формирует грядово-ложбинный рельеф, степи, луга и водоемы. В Провальской степи произрастает около 330 видов сосудистых растений 56 семейств. Двенадцать растений занесено в Красную книгу Ростовской области. В степи обитаю представители редких степных беспозвоночных. Заповедник Провальская степь имеет природоохранное и научное значение.
Результаты ботанической инвентаризации памятника природы Ростовской области «Провальская степь» выявили около 430 видов цветковых растений, среди них 29 краснокнижных видов. В «Провальской степи» растет в основном степная растительность.

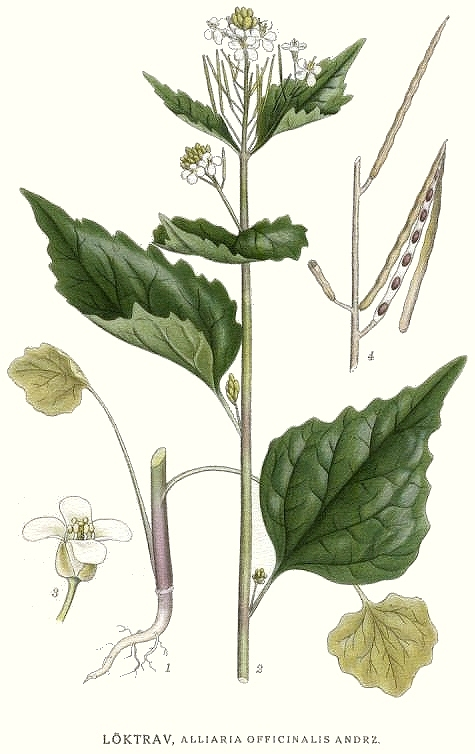
Чесночница черешчатая (Alliaria petiolata)

К краснокнижным видам растений, произрастающим на территории памятника природы относятся: Campanula macrostachya, Cleome donetzica Tzvel., Equisetum telmateia Ehrh., Euphorbia cretophila Klok., Genista scythica Pacz., Onosma graniticola Klok., Ornithogalum boucheanum, Scrophularia donetzica Dubovik, Serratula donetzica Dubovik и др. Произрастание растений, обитающих на относительно ограниченном ареале, связано с обнажениями сланцев и песчаников.
«Провальская степь» является в настоящее время единственным степным памятником природы на Донецком кряже, поэтому она, занимая 0,2 % территории Донецкого кряжа, имеет большое научное и природоохранное значение. В долины реки Верхнее Провалье растёт массив байрачного леса. На обрывах скал и осыпях растут низкорослых степных кустарники: Spiraea hypericifolia L., Cotoneaster melanocarpus Fisch. ex Blytt, Caragana frutex C. Koch, Prunus stepposa Kotov. Тимьянниковые растения встречаются в основном на горных породах в виде гряд. Среди Тимьянников встречаются: Thymus dimorphus Klok. & Shost., Asperula tephrocarpa Czern. ex M. Pop. & Chrshan., Euphorbia cretophila Klok., Dianthus pseudarmeria Bieb., Helichrysum arenarium (L.) Moench, Silene hellmannii Claus, Cephalaria uralensis (Murr.) Schrad. ex Roem. & Schult., Pimpinella titanophila Woronow, Teucrium polium L., Achillea leptophylla Bieb. и др.
В травяном подлеске встречаются виды растений, растущие в лесах субсредиземноморского типа, такие как: Кирказон ломоносовидный, Купырь лесной, Vinca herbacea Waldst. & Kit., Polygonatum multiflorum (L.) All., Delphinium sergii Wissjul., Vincetoxicum scandens Somm. & Levier., Dictamnus gymnostylis Stev., Symphytum tauricum Willd. и др.
Каменистостепные сообщества растений представлены таким вариантами: Stipa dasyphylla — Koeleria cristata + Festuca valesiaca + петрофильное разнотравье, Stipa pulcherrima + S. borysthenica + петрофильное разнотравье, Stipa dasyphylla + S. ucrainica — Festuca valesiaca + петрофильное разнотравье, Stipa ucrainica + S. pulcherrima + петрофильное разнотравье, Stipa pulcherrima + Bromopsis riparia — Festuca rupicola + петрофильное разнотравье, Stipa pulcherrima — Festuca pseudovina + Stipa ucrainica — S. lessingiana + петрофильное разнотравье, Stipa ucrainica + S. pulcherrima — Festuca rupicola + петрофильное разнотравье, Stipa ucrainica + S. pulcherrima + Bromopsis riparia + петрофильное разнотравье, Festuca valesiaca + Koeleria cristata + петрофильное разнотравье, Stipa borysthenica + S. pulcherrima + петрофильное разнотравье.

## Галерея

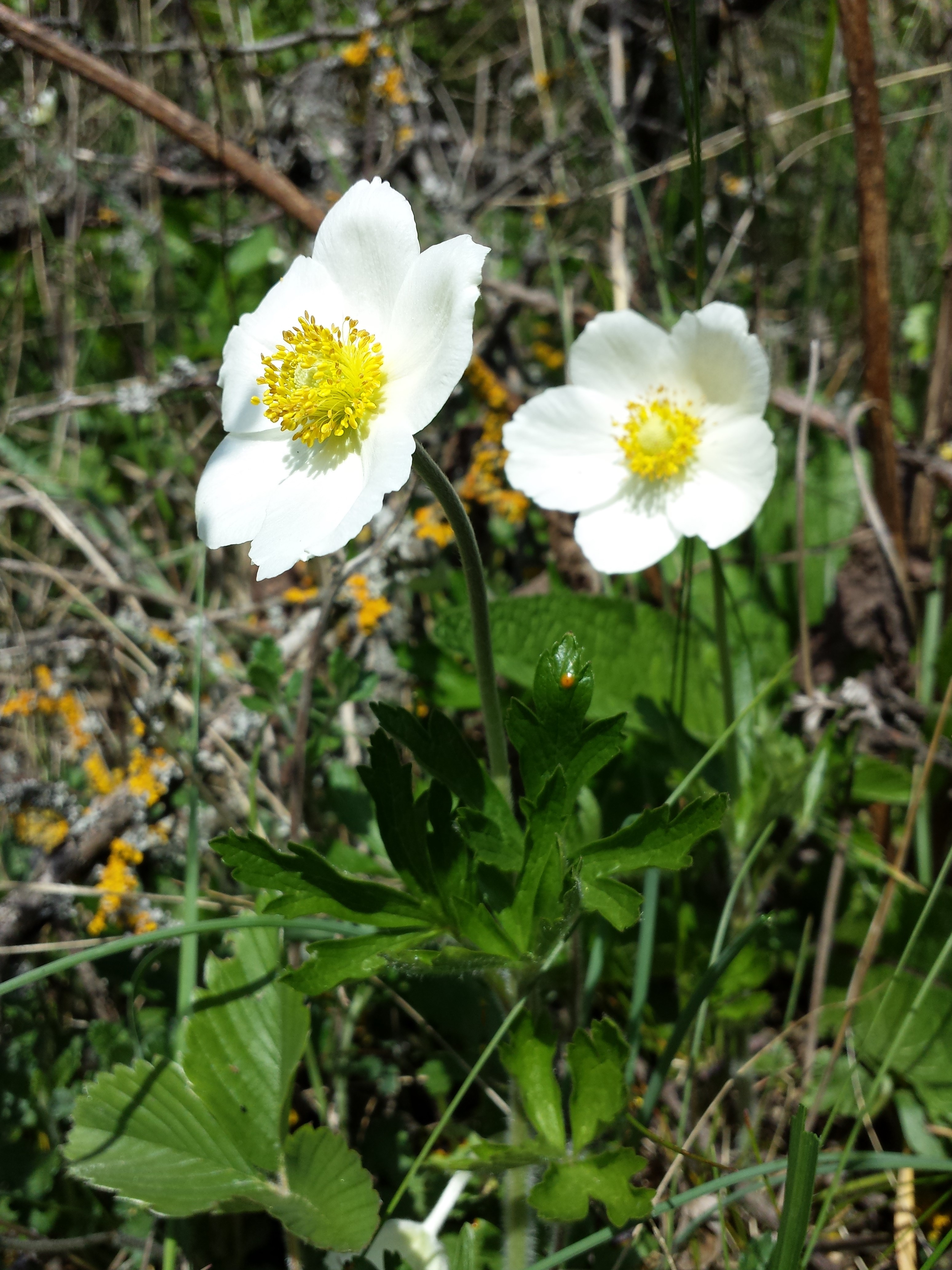
Ветреница лесная (Anemone sylvestris)
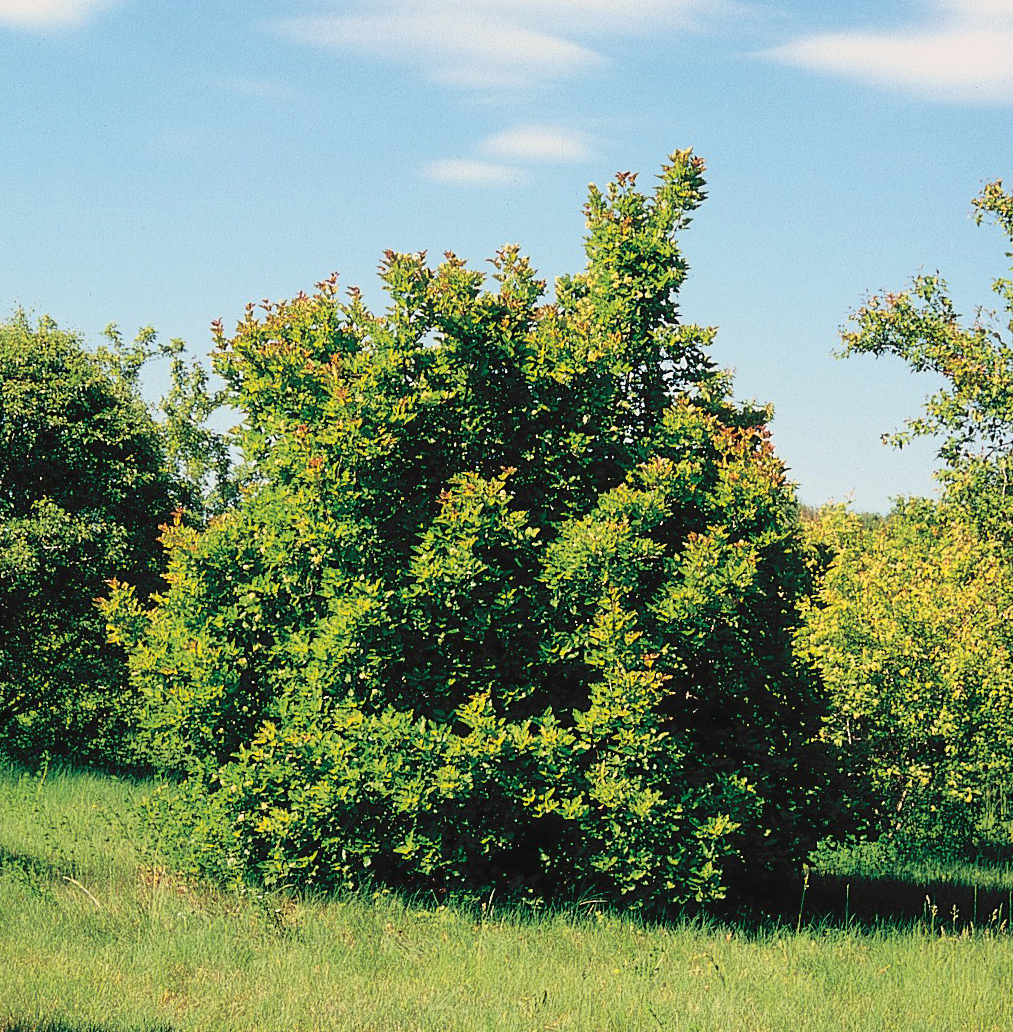
Клен татарский (Acer tataricum)